# Rắn má núi Gary
Rắn má núi Gary, tên khoa học Opisthotropis alcalai, là một loài rắn trong họ Rắn nước. Loài này được Brown & Leviton mô tả khoa học đầu tiên năm 1961.